# Sotalol
Sotalol es el nombre de un fármaco beta-bloqueante no selectivo, es decir, que bloquea la acción de la epinefrina tanto en receptores adrenérgicos β1 y receptores adrenérgicos β2. Está indicado para el tratamiento de trastornos del ritmo cardíaco y para la hipertensión arterial en algunos individuos. 

## Indicaciones
El sotalol se indica para el tratamiento de la taquicardia ventricular así como de la prevención y tratamiento de la fibrilación auricular. Se ha sugerido, de acuerdo con ciertas evidencias publicadas, que el sotalol no debe ser administrada en pacientes con una disminuida fracción de eyección debido a un potencial riesgo de muerte súbita.
El sotalol es también un bloqueador de los canales de potasio, de modo que entra dentro de la categoría de agente antiarrítmico clase III. En virtud de su acción dual, el sotalol prolonga tanto el intervalo PR como el intervalo QT.